# Kulič
Kulič (ruski: кулич iz grčkog κόλλιξ - kollix, što znači rola ili štruca kruha)) - vrsta uskrsnog kruha, koji je tradicija u pravoslavnoj kršćanskoj vjeri i blaguje se u Rusiji, Bjelorusiji, Bugarskoj, Ukrajini, Gruziji i Srbiji.
Tradicionalno se priprema za Uskrs i stavlja u košaricu ukrašenu raznobojnim cvijećem te ga blagoslovlja svećenik. Jede se za Uskrs kao slastica te u razdoblju između Uskrsa i Duhova.
Kulič se peče u limenim kalupima, a kada se ohladi, ukrasi se bijelom glazurom, raznobojnim ukrasnim mrvicama i slovima XB (kratica od prvih slova riječi tradicionalnoga uskrsnoga pozdrava - rus.; Христос воскресе, "Krist je uskrsnuo").
Recept za kulič slična je receptu za talijanski specijalitet panettone, a ima sličnosti i s muffinima. Ukrajinska inačica paske zove se paska.